# Sundbyfoss
Sundbyfoss är en tätort i Holmestrands kommun i Vestfold fylke i sydöstra Norge. Orten ligger där fylkesväg 32 möter fylkesväg 35, väster om Europaväg 18, nordväst om staden Holmestrand.
Tidigare har orten tillhört dåvarande Hofs kommun.